# Михайловка (Двуречанский район)
Михайловка (укр. Михайлівка) — село,
Петро-Ивановский сельский совет, Двуречанский район, Харьковская область, Украина.
Присоединено к селу Митрофановка.

## Географическое положение
Село Михайловка находится на правом берегу реки Верхняя Двуречная возле балки Плотва, выше по течению примыкает к селу Митрофановка, на противоположном берегу село Петро-Ивановка. Возле села небольшой садовый массив.

## Предприятия
В селе есть молочно-товарная ферма.